# Otto Spies
Otto Spies (* 5. April 1901 in Bad Kreuznach; † 29. Oktober 1981 in Bonn) war ein deutscher Orientalist, Islamwissenschaftler und Medizinhistoriker.

## Leben
Spies studierte Orientalistik und Rechtswissenschaft in Bonn und Tübingen. Er promovierte 1923 in der Orientalistik bei Enno Littmann in Tübingen und 1924 in Jura bei Hans Schreuer in Bonn. Unter Paul Kahle war er bis 1932 Assistent am Orientalischen Seminar der Bonner Universität. 1928 erfolgte die Habilitation für Semitische Philologie und Islamkunde. Zwischen 1932 und 1936 wirkte er als Direktor der Abteilung für Orientalistik an der Muslim University in Aligarh (Indien).
Im Jahre 1936 trat er als Nachfolger von Carl Brockelmann in Breslau an, wo er seine Privatbibliothek, Aufzeichnungen und unvollendete Manuskripte in den Kriegswirren verlor. Nach dem Militärdienst verwaltete er den Lehrstuhl in Bonn, dessen Direktor Rudi Paret sich in Kriegsgefangenschaft befand. 1951 wurde er Nachfolger von Rudi Paret in Bonn, der nach seiner Heimkehr einen Ruf nach Tübingen annahm, und leitete das Orientalische Seminar der Universität Bonn bis 1970. Die Neugründung des früheren Berliner Seminars für Orientalische Sprachen in Bonn ist eng mit seinem Namen verbunden. Einer seiner Schüler und späterer Nachfolger am Orientalischen Seminar der Universität Bonn war der deutsche Islamwissenschaftler Wilhelm Hoenerbach.
Seine Sprachkenntnisse – Arabisch, Persisch, Türkisch, Hindustani, Syrisch, Hebräisch und Äthiopisch – waren die Grundlage für die Vielfalt seiner Publikationen u. a. auf den Gebieten des islamischen Rechts, der Mystik, der Literaturgeschichte, der Lexikologie und der arabischen Medizingeschichte (etwa der Zahnmedizin). Otto Spies war Herausgeber der Reihen Bonner Orientalistische Studien. Neue Serie und Beiträge zur Sprach- und Kulturwissenschaft des Orients sowie der Zeitschriften Die Welt des Islams und Zeitschrift für vergleichende Rechtswissenschaft.

## Veröffentlichungen (Auswahl)
- Islamisches Nachbarrecht nach schafiitischer Lehre. In: Zeitschrift für vergleichende Rechtswissenschaft, Bd. 42 (1927), S. 394–421.
- Türkische Volksbücher. Ein Beitrag zur vergleichenden Märchenkunde (= Form und Geist, Bd. 12). Eichblatt, Leipzig 1929.
- Beiträge zur arabischen Literaturgeschichte. Juristen, Historiker, Traditionarier (= Abhandlungen für die Kunde des Morgenlandes, Bd. 19,3). Brockhaus, Leipzig 1932 (Digitalisat).
- Die türkische Prosaliteratur der Gegenwart. Harrassowitz, Leipzig 1943.

- (mit Ernst Bannerth): Lehrbuch der Hindustani-Sprache. Harrassowitz, Leipzig 1945.7
- Orientalische Kultureinflüsse im Abendland (= Beiträge zum Geschichtsunterricht, Bd. 13). Limbach, Braunschweig 1949.
- Orientalische Stoffe in den Kinder- und Hausmärchen der Brüder Grimm (= Beiträge zur Sprach- und Kulturgeschichte des Orients, Bd. 6). Vorndran, Walldorf-Hessen 1952.
- Türkische Chrestomathie aus moderner Literatur. Harrassowitz, Wiesbaden 1957 (2. Aufl. 1968).
- Türkisches Puppentheater. Versuch einer Geschichte des Puppentheaters im Morgenland (= Die Schaubühne, Bd. 50). Lechte, Emsdetten/Westf. 1959 (Digitalisat).
- Türkischer Sprachführer. Grammatik, Gespräche, Redensarten (= Dümmlers Sprachführer, Bd. 16). Dümmler, Bonn 1966.
- (mit Horst Müller-Bütow): Anatomie und Chirurgie des Schädels, insbesondere der Hals-, Nasen- und Ohrenkrankheiten nach Ibn-al Quff (= Ars medica, Abt. III, Bd. 1). De Gruyter, Berlin 1971, ISBN 3-11-001848-9.
- (mit Belma Emircan): Türkisch. Lehrbuch für Anfänger. 2. Aufl. Groos, Heidelberg 1984, ISBN 3-87276-253-2.